# Новые Дворы (Курская область)
Но́вые Дворы́ — деревня в Фатежском районе Курской области. Входит в состав Русановского сельсовета.

## География
Расположена в центре района на левом берегу реки Усожи в 1,5 к югу от Фатежа. Через деревню проходит федеральная автомобильная дорога М2 «Крым».

## История
До 1930-х годов деревня Новые Дворы имела название Охочевка. В 1862 году в казённой слободке Охочевке было 12 дворов, проживало 168 человек (86 мужского пола и 82 женского). Через слободку проходило шоссе из Курска в Орёл. В 1877 году в Охочевке было 24 двора, проживало 129 человек, действовали: 6 лавок, 3 постоялых двора, 6 кирпичных заводов, кафельный завод. В то время слободка входила в состав Миленинской волости Фатежского уезда. В 1900 и 1905 годах в деревне проживало 170 человек (78 мужского пола и 92 женского).
После установления советской власти Охочевка вошла в состав Русановского сельсовета. После упразднения Миленинской волости в 1924 году входит в состав Фатежской волости Курского уезда. С 1928 года в Фатежском районе. В 1937 году в деревне было 45 дворов. Во время Великой Отечественной войны, с октября 1941 года по февраль 1943 года, находилась в зоне немецко-фашистской оккупации. В советское время крестьянские хозяйства Новых Дворов числились в составе колхоза имени Пушкина (центр в д. Русановка).

## Население
| Годы      | 1862 | 1877 | 1900 | 1905 | 1981 | 2002 | 2010 |
| --------- | ---- | ---- | ---- | ---- | ---- | ---- | ---- |
| Население | 168  | 129  | 170  | 170  | ≈180 | 128  | ↗141 |